# Phorbia morulella
Phorbia morulella är en tvåvingeart som beskrevs av Fan, Li och Xiaolong Cui 1993. Phorbia morulella ingår i släktet Phorbia och familjen blomsterflugor.
Artens utbredningsområde är Henan (Kina). Inga underarter finns listade i Catalogue of Life.